# S.P.A.L.
Società Polisportiva Ars et Labor, cunoscut ca S.P.A.L. (pronunție în italiană [spal]), este un club de fotbal italian profesionist, cu sediul în Ferrara, Emilia-Romagna. Echipa joacă în Serie B.
A fost fondat în 1907. Începând cu anul 1928 și-a jucat meciurile de acasă la Stadio Paolo Mazza, numit după Paolo Mazza (președintele clubului între 1946-1977).
În total, SPAL a jucat 22 de sezoane în primul eșalon, 25 în al doilea, 41 în al treilea, 7 în al patrulea și unul în a cincea serie. Cea mai bună clasare a clubului a fost atunci când a terminat pe locul al cincilea în Serie A 1959-1960. Clubul a jucat și în finala Coppei Italiei 1961-62.

## Jucători

### Echipa actuală
La 31 august 2021.
| Nr. |           | Poziție | Jucător                                            |
| --- | --------- | ------- | -------------------------------------------------- |
| 1   | Italia    | P       | Alberto Pomini                                     |
| 3   | Italia    | F       | Alessandro Tripaldelli (împrumutat de la Cagliari) |
| 4   | Maroc     | M       | Ayoub Abou                                         |
| 5   | Italia    | M       | Salvatore Esposito                                 |
| 7   | Italia    | M       | Giovanni Crociata (împrumutat de la Empoli)        |
| 8   | Italia    | M       | Marco Mancosu                                      |
| 9   | Italia    | A       | Lorenzo Colombo (împrumutat de la Milan)           |
| 11  | Italia    | A       | Federico Melchiorri (împrumutat de la Perugia)     |
| 14  | Argentina | M       | Franco Zuculini                                    |
| 17  | Italia    | F       | Elio Capradossi (împrumutat de la Spezia)          |
| 19  | Italia    | M       | Luca Mora                                          |
| 20  | Islanda   | A       | Mikael Egill Ellertsson (împrumutat de la Spezia)  |
| 21  | Senegal   | A       | Demba Seck                                         |
| 22  | Senegal   | P       | Demba Thiam                                        |

| Nr. |                  | Poziție | Jucător                                         |
| --- | ---------------- | ------- | ----------------------------------------------- |
| 23  | Italia           | F       | Francesco Vicari (captain)                      |
| 24  | Italia           | F       | Lorenzo Dickmann                                |
| 25  | Italia           | F       | Riccardo Spaltro                                |
| 29  | Polonia          | F       | Patryk Peda                                     |
| 33  | Italia           | F       | Luca Coccolo (împrumutat de la Juventus)        |
| 40  | Italia           | M       | Jacopo Da Riva (împrumutat de la Atalanta)      |
| 77  | Italia           | M       | Federico Viviani                                |
| 87  | Cehia            | F       | David Heidenreich (împrumutat de la Atalanta)   |
| 90  | Italia           | P       | Andrea Seculin                                  |
| 91  | Italia           | F       | Raffaele Celia                                  |
| 95  | Germania         | F       | Steven Nador                                    |
| 97  | Italia           | A       | Ludovico D'Orazio                               |
| 98  | Italia           | A       | Kevin Piscopo (împrumutat de la Empoli)         |
| 99  | Coasta de Fildeș | A       | Emmanuel Latte Lath (împrumutat de la Atalanta) |

## Legături externe
- Site oficial